# Gil Gilles
Albert Gil Ch. Gilles, né le 8 février 1950 à Marchienne-au-Pont était un homme politique belge wallon, membre du PS. Il est décédé à Auvelais le 3 février 2021
Il fut professeur; licencié en sciences économiques appliquées et agrégé de l'enseignement secondaire supérieur.

## Carrière politique
- 1983-1986 : Echevin de Sambreville.
- 1987-1995 : Premier échevin de Sambreville.
- Député belge du  5 janvier 1988 au 12 avril 1995.
- 1995-2004 : Député wallon 
  - Président de la Commission des Relations internationales du Parlement de la Communauté française